# Lixin Xiang
Lixin Xiang (kinesiska: 立新乡, 立新) är en socken i Kina. Den ligger i provinsen Hubei, i den centrala delen av landet, omkring 200 kilometer väster om provinshuvudstaden Wuhan. Antalet invånare är 55505. Befolkningen består av 25 223 kvinnor och 30 282 män. Barn under 15 år utgör 10,0 %, vuxna 15-64 år 85 %, och äldre över 65 år 4,0 %.
Genomsnittlig årsnederbörd är 1 247 millimeter. Den regnigaste månaden är maj, med i genomsnitt 183 mm nederbörd, och den torraste är december, med 19 mm nederbörd.